# Martin Dies Jr.
Martin Dies Jr. (5 novembre 1900 - 14 novembre 1972) est un politicien du Texas et un membre démocrate de la Chambre des représentants des États-Unis. Il est élu et réélu de nombreuses fois, de 1931 à 1959. En 1941 et 1957, il se présente deux fois comme candidat au poste de président des États-Unis, mais est battu à chaque fois. De 1937 à 1944, il préside la controversée Commission parlementaire sur les activités anti-américaines, précurseuse de la Commission McCarthy. 

## Biographie
Martin Dies Jr. est né à Colorado City (Texas) le 5 novembre 1901, et est le fils de Martin Dies Sr. (en), député fédéral de 1909 à 1919. Il étudie à l'Université du Texas, puis obtient une licence de droit de la National University School of Law de Washington, DC. Dies travaille ensuite comme avocat à Marshall (Texas) et à Orange (Texas) avant de devenir juge de district. En 1931, Dies est élu à la Chambre des représentants du Texas, une circonscription que son père avait représenté pendant une décennie. Après son mandat lors de la 72e session, il est réélu aux six congrès suivants (du 4 mars 1931 au 3 janvier 1945), puis au 93e et aux deux congrès suivants (du 3 janvier 1953 au 3 janvier 1959). 
Après le crash de Wall Street en 1929, il écrit dans le Chicago Herald-Examiner que « la nombreuse population d'origine étrangère est la cause fondamentale du chômage »:377. 

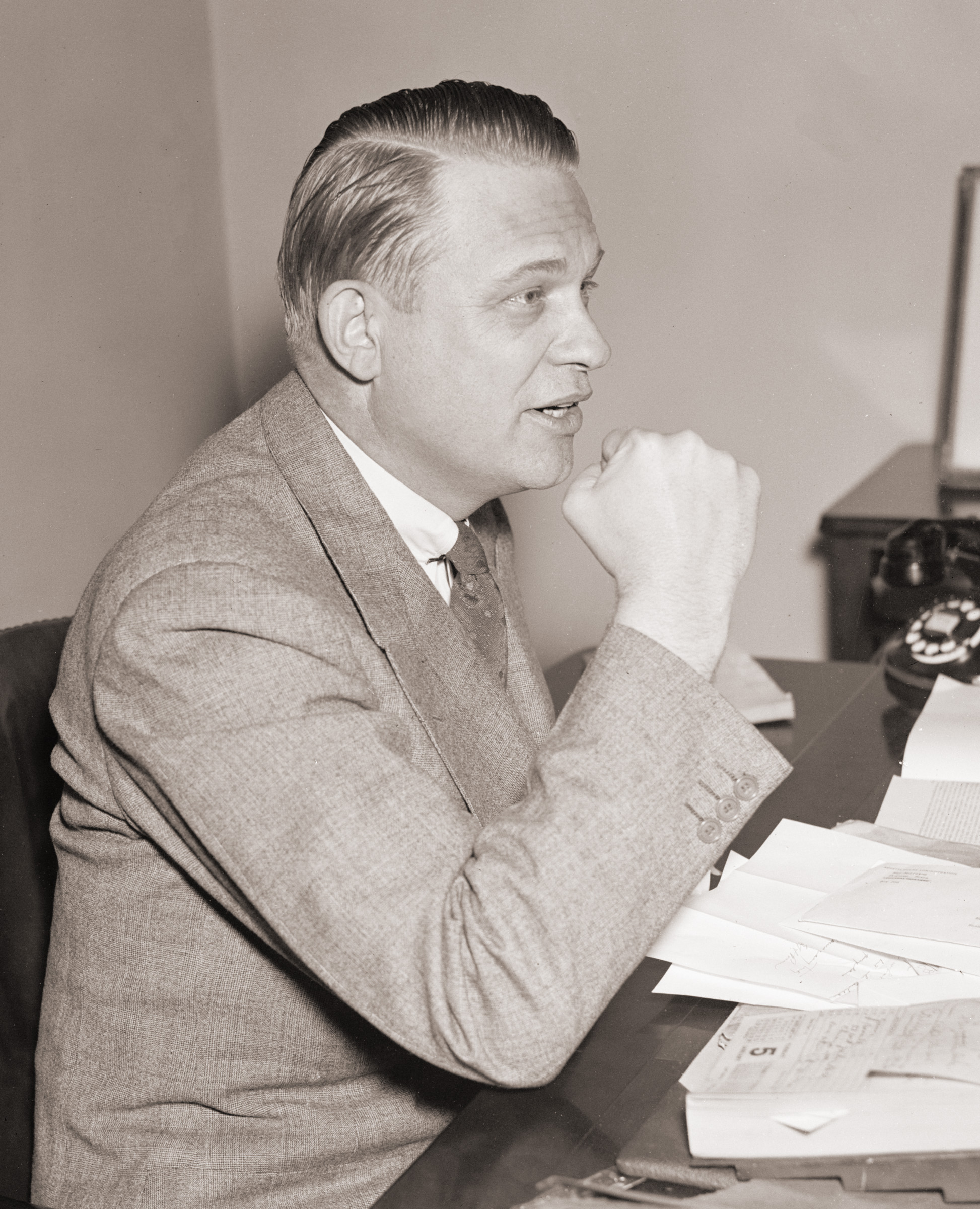
Martin Dies, le 3 avril 1937

Grâce au soutien de son compatriote texan John Nance Garner, il devient membre de l'importante Commission de la réglementation de la Chambre. Au début, Dies soutient pleinement le New Deal car celui-ci vise à aider les zones rurales en difficulté, qu'il représente au Congrès. Cependant, en tant que Sudiste conservateur, il s'y oppose après les élections de 1936, lorsque les syndicats commencent à jouer un rôle plus important dans la politique nationale. 
En 1938, il préside la Commission parlementaire sur les activités anti-américaines et reste à sa tête jusqu'en 1944. À l'aise avec les journalistes, Dies est souvent sous les projecteurs des médias nationaux. 

### Commission parlementaire sur les activités anti-américaines
Martin Dies et Samuel Dickstein président la Commission parlementaire sur les activités anti-américaines, surnommée la Commission Dies puis HUAC en 1946. Son premier président est Martin Dies, qui exerce ses fonctions pendant sept ans, de 1938 à 1944. Il lance une croisade contre les agents subversifs de droite et de gauche au sein du gouvernement et des institutions du pays. La Commission Dies vise principalement les agents et les sympathisants communistes. Paradoxalement, des années plus tard, dans les années 1990, le nom de son coprésident Samuel Dickstein sera cité comme possible agent soviétique dans les conclusions du projet Venona. 

### Commission Dies, Nazis et KKK
La guerre avec l'Allemagne nazie se rapprochant, la Commission Dies veut évaluer l'implication des Américains d'origine germanique dans les activités nazies, ainsi que celles du Ku Klux Klan ou du Bund germano-américain. En fait, la Commission s'intéresse peu aux activités du "Klan". En 1946, son directeur, Ernest Adamson, l'explique : « La Commission a décidé qu'elle ne disposait pas de suffisamment d'informations pour lancer une enquête », et est aussitôt complété par un membre de la Commission, John E. Rankin: « Après tout, le KKK est une vieille institution américaine ». 

### L'actrice Shirley Temple comme cible
Il y avait déjà eu des précédents : le Congrès avait déjà tenu des audiences sur les activités communistes et nazies, telles que celles de Hamilton Fish en 1932, et de McCormack et Dickstein en 1934. Mais les audiences de la Commission Dies drainent une audience énorme.  
En 1938, la Commission dresse une liste de personnalités hollywoodiennes qui ont adressé des vœux au nouveau journal français, Ce soir, créé par le Parti communiste français. Parmi elles se trouve la jeune actrice Shirley Temple, alors âgée de 10 ans. Harold Ickes, le Ministre de l'aménagement du territoire, s'esclaffe: « Ils ont trouvé des militants radicaux dangereux dirigés par la petite Shirley Temple. » Frances Perkins, la Ministre du travail ajoute que Shirley Temple est née américaine et qu'elle n'a pas à répondre à de telles « révélations absurdes ».

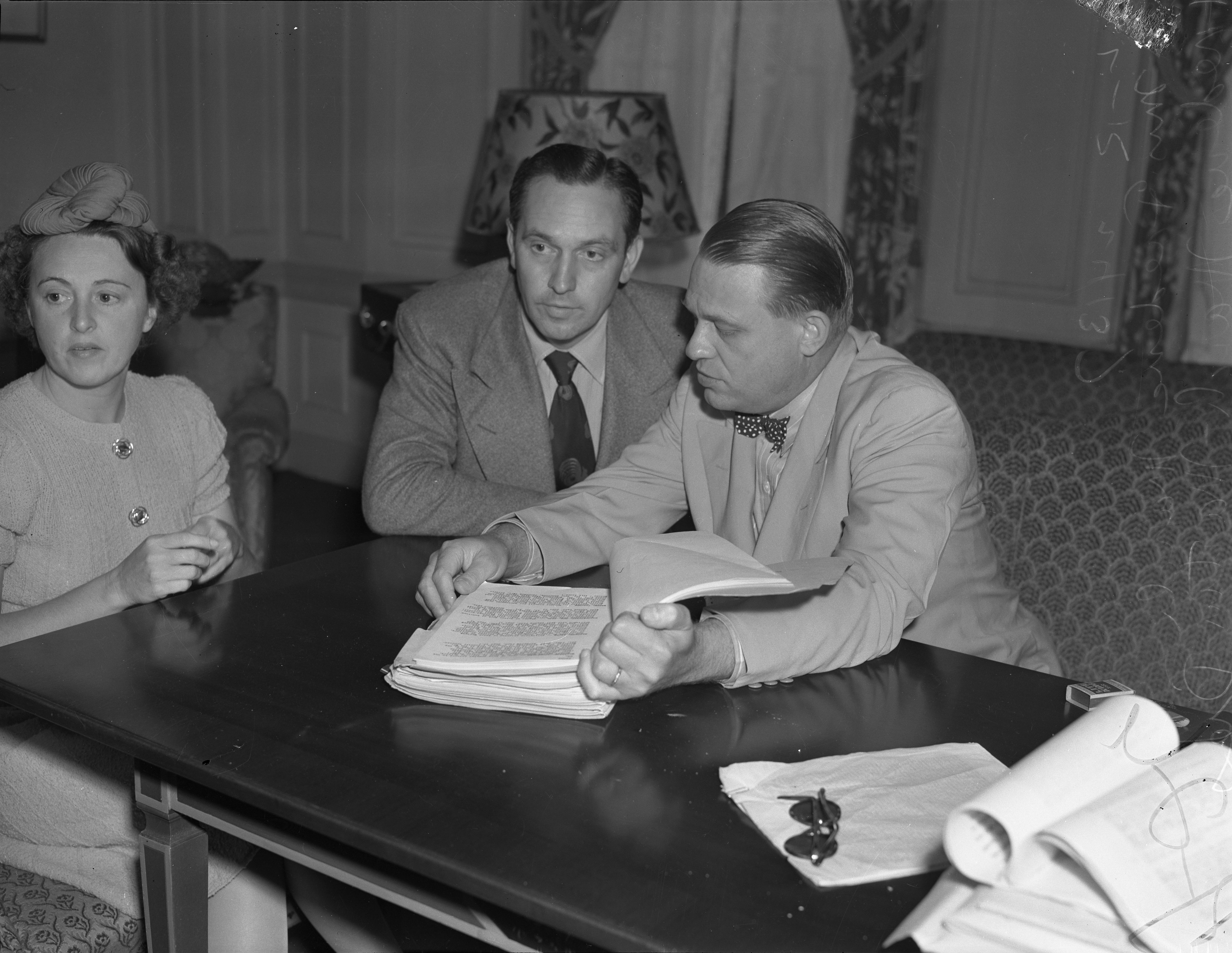
Martin Dies (à d.) lors des audiences du Commission parlementaire sur les activités anti-américaines à Los Angeles, en compagnie de l'acteur Fredric March (à g.) et son épouse Florence, en 1940

La Commission se défend en produisant dans une émission radiophonique de la NBC le témoignage d'un médecin, J. B. Matthews, lu intégralement à l'antenne. 
 Le Parti communiste s'appuie largement sur l'insouciance ou l'indifférence de milliers de citoyens éminents et leur emprunte leurs noms à des fins de propagande. Par exemple, le journal français Ce soir, détenu à part entière par le Parti communiste, a annoncé qu'il avait reçu les salutations chaleureuses de Clark Gable, Robert Taylor, James Cagney et même de Shirley Temple… Personne, je l'espère, n'ira prétendre que l'une de ces personnes en particulier est communiste. 

## Contrecoup
Martin Dies est critiqué pour avoir utilisé la commission à des fins personnelles, cherchant à saper le programme du New Deal. Le gouverneur du Michigan, par exemple, Frank Murphy, manque sa réélection en 1938 après avoir été qualifié de « communiste ou de taupe communiste » lors d'une audience publique devant la Commission. Le Ministère du travail, des plans gouvernementaux tels que le Federal Theatre Project et le Writers 'Project, ainsi que la Commission nationale des relations de travail sont l'objet de dénonciations similaires. Alors que la Commission enquête apparemment sur des militants communistes ou fascistes, Dies se focalise sur un éventuel complot communiste, comme le montre son propre livre, Le cheval de Troie en Amérique. En 1940, le député Frank Eugene Hook révèle que Martin Dies est lié à l'écrivain et militant fasciste William Dudley Pelley ; mais Dies réussit à montrer que les documents cités par Hook sont des faux. 
Pour autant, Martin Dies est associé à la question raciale. Il critique en particulier les lois sur les normes de travail équitables (Fair Labor Standards Acts): « Ce qui est prescrit pour une race doit être prescrit pour les autres, et vous ne pouvez pas prescrire le même salaire pour le Noir et pour l'homme blanc. »
Encouragé par sa victoire sur le député Hook et par le quadruplement du budget de la Commission, les accusations de Dies deviennent de plus en plus outrancières. En mars 1942, il écrit une lettre à Henry Wallace et affirme que 35 membres du Board of Economic Warfare qu'il préside sont membres d'organisations communistes. Il dénonce notamment Maurice Parmelee, à la fois comme sympathisant communiste et comme… nudiste. Parmelee a écrit en effet un livre en 1926, The New Gymnosophy, où il défend la gymnosophie, une forme d'ascétisme imaginée par deux activistes nudistes allemands, mais la pertinence de cette révélation pour la sécurité nationale américaine n'a jamais été démontrée de manière convaincante.

## Vie politique postérieure
En juin 1941, Martin Dies se porte candidat au Sénat des États-Unis. Il termine quatrième, face au gouverneur en exercice, Wilbert Lee O'Daniel, qui bat de peu le député Lyndon B. Johnson lors de la première tentative de Johnson au Sénat. 
Dies critique le Congrès des organisations industrielles en affirmant avoir trouvé dans ses rangs 280 salariés financés par le Parti communiste des États-Unis soutenu par l'URSS. 
Dies prend sa retraite de la Chambre en 1944 après que le CIO a trouvé un candidat pour s'opposer à lui. Dies soutient les candidats du Texas anti-Roosevelt lors de l'élection présidentielle de 1944.
Martin Dies est réélu à la Chambre des représentants en 1952. En 1957, il se présente de nouveau au Sénat et termine avec 30% des suffrages, suivi de Ralph Yarborough qui menait avec 38%, et du Républicain Thad Hutcheson, un avocat de Houston, qui termine troisième avec 23%. Les élections spéciales au Texas sont prévues sans second tour, Dies et Hutcheson ayant recueilli 53% des voix. C'est Yarborough qui occupe le siège du Sénat, jusqu'au 3 janvier 1971. 
Il est l'un des signataires du Manifeste du Sud de 1956 s'opposant à la déségrégation des écoles publiques ordonnée par l'arrêt de la Cour suprême, Brown c. Conseil de l'éducation.
Dies prend sa retraite de la Chambre en 1959 et décède 13 ans plus tard, le 14 novembre 1972, probablement d'une crise cardiaque.

## Voir également
- Liste des membres de la Commission d'enquête parlementaire sur les activités anti-américaines (en)